# Diaphorus impigera
Diaphorus impigera är en tvåvingeart som beskrevs av Becker 1922. Diaphorus impigera ingår i släktet Diaphorus och familjen styltflugor.
Artens utbredningsområde är Taiwan. Inga underarter finns listade i Catalogue of Life.